# Edvin Jensen
Svend Edvin Arthur Jensen (ur. 6 lipca 1900 w Kopenhadze, zm. 19 listopada 1975 w Gentofte) – duński zapaśnik walczący w stylu klasycznym. Olimpijczyk z Antwerpii 1920, gdzie zajął dziewiąte miejsce w wadze piórkowej.
Wicemistrz Danii w 1918 roku.

## Letnie Igrzyska Olimpijskie 1920
| Konkurencja          | Rundy eliminacyjne       | Klas. końcowa |
| Konkurencja          | Przeciwnik I             | Miejsce       |
| -------------------- | ------------------------ | ------------- |
| 60 kg styl klasyczny | Fritiof Svensson (SWE) P | 9.            |